# Дзаволи, Мимма
Мимма Дзаволи (итал. Mimma Zavoli; род. 13 февраля 1963, Сантарканджело-ди-Романья, Италия) — капитан-регент Сан-Марино (вместе с Ванессой Д’Амброзио) с 1 апреля по 1 октября 2018 года.

## Биография
По профессии воспитатель в детском саду, Дзаволи была в 2012 году избрана (а в 2016 году переизбрана) в Генеральный совет Сан-Марино от радикально левой партии Civico 10, хотя в молодости была активисткой христианско-демократической партии. В Генеральном совете Дзаволи входила в комитет по вопросам юстиции, возглавляла комитет по внутренним делам, была членом Совета двенадцати — верховной апелляционной судебной инстанции республики, формируемой из депутатов Генерального совета.